# Abdellatif Kechiche
Abdellatif Kechiche (tiếng Ả Rập: عبد اللطيف كشيش, sinh 7 tháng 12 năm 1960) là Diễn viên, đạo diễn và biên kịch người Pháp gốc Tunisia. 

## Sự nghiệp
Ông sinh ra năm 1960 tại Tunisia bắt đầu sự nghiệp làm phim từ năm 2000. Vị đạo diễn này có đam mê với sân khấu từ nhỏ. Trước khi là một nhà biên kịch, đạo diễn, ông từng là Diễn viên trong những vở kịch và phim điện ảnh. Khi sự nghiệp Diễn viên đang khá tốt, Kechiche vẫn quyết định lùi cuộc sống vào đằng sau máy quay. Ông đã viết nhiều kịch bản để bán nhưng không thành. Nhưng vào năm 2000, với kịch bản La Faute à Voltaire (Lỗi của Voltaire), ông đã làm mê hoặc nhà sản xuất Jean Francois Lepetit và bộ phim đã giành giải Sư tử vàng tại LHP Vennice. Sau La Faute à Voltaire, ông tiếp tục cho ra lò những bộ phim: Games of love and chance (nhận giải César dành cho đạo diễn xuất sắc nhất - 2003), The Secret of the Grain (nhận giải César dành cho đạo diễn xuất sắc nhất - 2007)...
Tại Liên hoan phim Cannes 2013, phim Cuộc đời của Adèle, một bộ phim về đồng tính nữ do ông đạo diễn mang tên La vie d'Adèle đã đoạt Giải cành cọ vàng và giải FIPRESCI.

## Đánh giá
- Denby, David (ngày 12 tháng 1 năm 2009). "The Current Cinema: Survivors". The New Yorker. Quyển 84 số 44. tr. 72–73. Truy cập ngày 27 tháng 3 năm 2009. Review of The Secret of the Grain.